# Lettre au duc de Norfolk
La Lettre au duc de Norfolk (« Letter to the Duke of Norfolk ») est un livre écrit et adressé en 1875 par John Henry Newman au duc de Norfolk. Newman y prend la défense du catholicisme et de la liberté de conscience, alors vivement contestés par le Premier ministre britannique William Ewart Gladstone, qui avait critiqué la proclamation du dogme de l'infaillibilité pontificale lors du Concile Vatican I.

## Origine

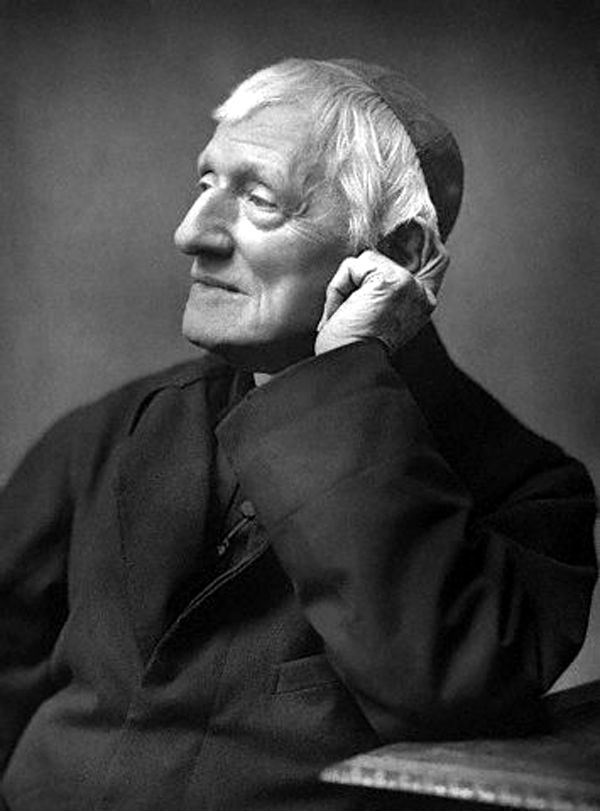
Photographie de John Henry Newman à la fin de sa vie, en 1887.

Au XIXe siècle, le catholicisme en Angleterre est marqué par deux grandes figures, le cardinal Henry Edward Manning et le cardinal John Henry Newman. Ce dernier, après avoir cherché à défendre un renouveau de l'anglicanisme à travers le Mouvement d'Oxford, se convertira au catholicisme. Le catholicisme est alors marqué par une image d'une grande pauvreté intellectuelle. Les conversions d'anglicans au catholicisme, dont celle de John Henry Newman, vont contribuer à développer un débat intellectuel entre catholiques, plaçant au cœur du débat l'importance de la soumission à l'autorité du pape. 
Les cardinaux Manning et Newman s'opposent sur la place des catholiques au sein de l'Université britannique. Les prestigieuses universités anglaises professant une foi anglicane ce qui fait l'objet de débats au sein de l'Église catholique en Angleterre. Manning veut interdire aux catholiques de participer à ces universités, tandis que Newman est partisan de la présence des catholiques au sein des universités, même protestantes, et prônait un apostolat au sein des universités.
À la suite de diverses accusations sur la profondeur de sa foi catholique, Newman écrit Apologia Pro Vita Sua, où il explique son cheminement vers le catholicisme, et qui contribue à changer la perception de cette confession en Angleterre : le catholicisme y paraissait alors très peu intellectuel, voire archaïque pour certains du fait de la soumission à l'autorité du pape.
Dans ce contexte, le concile Vatican I et la proclamation du dogme de l'infaillibilité pontificale conduisent à remettre en cause la crédibilité du catholicisme face à une interprétation faussée du nouveau dogme, tant par les partisans de l'ultramontanisme que par les anglicans . 
En novembre 1874, le Premier ministre William Ewart Gladstone publie un opuscule, Les Décrets du Vatican et le loyalisme civil des catholiques - Remontrance politique. Dans cette Remontrance, il met en cause la capacité des catholiques anglais à participer à la vie publique en raison de leur attachement au Vatican, se faisant l'écho des critiques traditionnelles de l'anglicanisme. Newman est alors sollicité pour répondre. Il écrit au duc de Norfolk, catholique et premier pair d'Angleterre, le but étant de répondre à la Remontrance, sans pour autant entrer dans une polémique trop vive à l'égard de Gladstone.

## Contenu

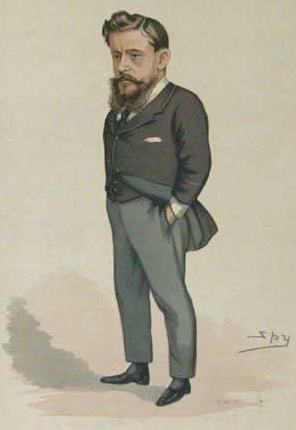
Caricature du de Norfolk par Leslie Ward, parue dans Vanity Fair (1881)

La lettre compte environ 150 pages. Elle est adressée à Henry Fitzalan-Howard, 15e duc de Norfolk (1847-1917).
Newman y affirme la primauté de la conscience sur l'autorité du pape, mais aussi sur celle des autorités civiles. La Lettre au duc de Norfolk fut d'autant mieux reçue qu'elle allait contre certains partisans de l'ultramontanisme ; elle suscita quelques interrogations à Rome, mais il n'y eut pas de réactions défavorables.

## Postérité
La pensée de Newman sur la conscience et la relation avec l'autorité de l'Église a été développée par des théologiens catholiques au point d'être reprise par le Magistère catholique, notamment lors du concile Vatican II, avec la déclaration Dignitatis Humanae.
Le Catéchisme de l'Église catholique consacre la pensée de Newman, en citant un extrait de la Lettre au duc de Norfolk en son numéro 1778.

## Annexe
Texte anglais de la Lettre au duc de Norfolk